# Джейн Грей
Джейн Грей (на английски: Jane Grey) кралица на Англия от 10 до 19 юли 1553 г. Тя е съпруга на лорд Гилдфорд Дъдли и правнучка на Хенри VII.
Лейди Джейн наследява трона по силата на завещанието на крал Едуард VI, което е в разрез със законите на Англия по онова време – по тях, право върху трона има Мери, дъщерята на Хенри VIII. Властите отхвърлят обявяването на Джейн за кралица и накрая тя бива екзекутирана на 12 февруари 1554 година. Остава известна като „кралица за девет дни“ – от обявяването ѝ за такава на 10 юли 1553 г. до 19 юли, когато бива свалена.

## Произход и ранни години
Родена е през 1537 година. Има две сестри – Катерина и Мери. Живее със семейството си в Брадгейт. Джейн е едва деветгодишна, когато крал Хенри VIII умира. Седмица след смъртта му заминава за Лондон с майка си – лейди Франсиз Грей – и седемгодишната си сестра – Катерина, за да присъстват на погребението на мъртвия крал и коронацията на сина му Едуард. След коронацията родителите на Джейн решават да я изпратят в двора на овдовялата кралица Катрин Пар, където да бъде обучавана и да живее заедно с принцеса Елизабет. Междувременно принцеса Мери (дъщеря на Катерина Арагонска и Хенри VIII) не приема да стане протестантка и живее извън Лондон. След време Катрин Пар се жени за Томас Сиймур. Година по-късно ражда момиче и няколко дни след това умира. След погребението ѝ, Джейн се връща при родителите си, но е изпратена да живее при Томас Сиймур и неговата майка. Но на 20 март 1549 година Томас Сиймур е екзекутиран. Малко след това Джейн се връща с родителите си в Брадгейт. Тогава решават да я венчаят за Едуард – графа на Хартфорд, но баща му е арестуван и хвърлен в Тауър, заради което тя не успява да се омъжи за него.

## Брак с Гилфорд Дъдли и кралица на Англия
По-късно против волята ѝ я женят за Гилфорд Дъдли, сина на Джон Дъдли, херцог на Нортъмбърланд (бившия граф на Уоруик). По това време родителите на Джейн вече са приели титлата херцог и херцогиня на Съфолк. Амбициозните родители решават да омъжат и втората си дъщеря Катерина за друг от синовете на фамилията Дъдли – Хърбърт Дъдли. Венчавките стават малко преди смъртта на Едуард VI. Младият крал умира едва 15-годишен от туберкулоза. В завещанието си (написано под влияние на херцога на Нортъмбърланд) е посочил братовчедка си Джейн като единствена наследница на трона, въпреки завещанието на крал Хенри VIII. След сватбата я принуждават да приеме короната и е обявена за кралица на Англия на 10 юли 1553 година. Но господството ѝ трае само девет дни. Принцеса Мери решава да иска своето право да наследи трона и тръгва към столицата с голяма тълпа, за да свали Джейн.
След нахлуването ѝ в Лондон Мери затваря Джейн и Гилфорд в Тауър на 19 юли 1553 година. Родителите ѝ я изоставят и обявяват Мери за своята нова кралица. С възкачването си като кралица Мери осъжда Джон Дъдли и той е екзекутиран, въпреки че признава вината си и приема католицизма. Процесът срещу Джейн и Гилфорд се състои на 14 ноември, където са осъдени на смърт. Екзекуцията им е извършена на 12 февруари 1554 година. Погребват лейди Джейн Грей в параклиса „Св. Петър“ заедно с двете бивши съпруги на Хенри – Ан Болейн и Катрин Хауърд.
Баща ѝ, херцогът на Съфолк, е екзекутиран на 24 февруари 1554 година. Майка ѝ, херцогинята на Съфолк, възстановява приятелството си с кралица Мери и се жени за Ейдриън Стокс.
Бракът на сестра ѝ Катерина с лорд Хърбърт Дъдли е разтрогнат и осем години по-късно тя се жени за Едуард Сиймур. Вече възкачилата се на трона, кралица Елизабет хвърля и двамата в Тауър, но те се сдобиват с двама синове, единият от които е прародител на Елизабет II. Най-малката сестра на Джейн, Мери, се жени за Томас Кийвс, дворцов вратар.